# Samuel Wallis

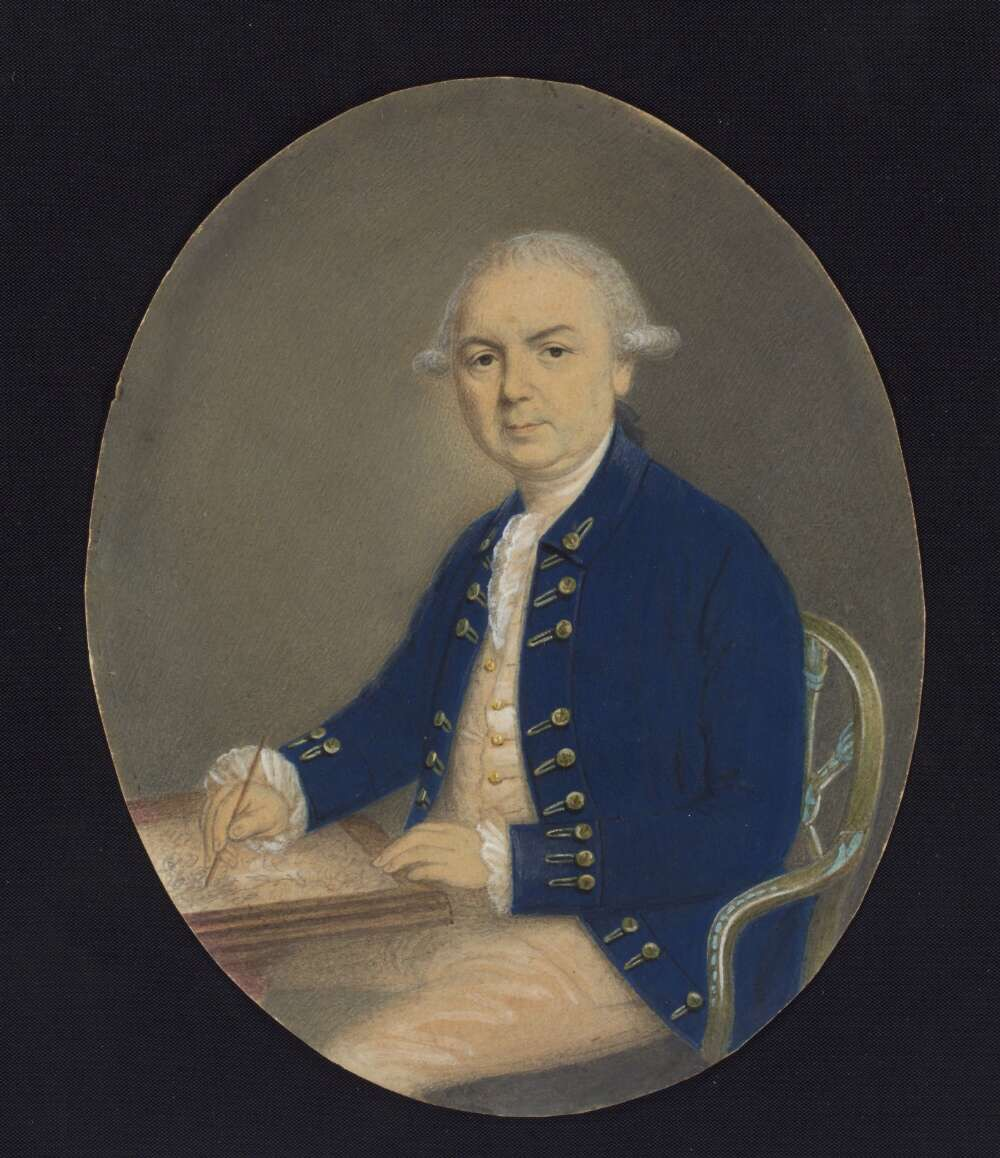
Retrato de Samuel Wallis por Henry Stubble, c. 1785.

Samuel Wallis (23 de abril de 1728 - 21 de janeiro de 1795 em Londres) foi um oficial da marinha britânica e explorador do Oceano Pacífico que fez a primeira visita registrada de um navegador europeu ao Taiti.

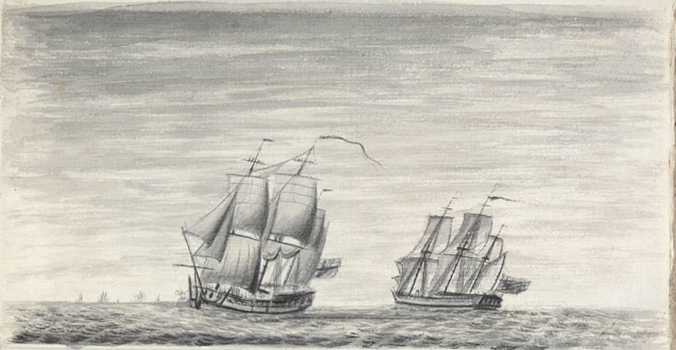
Dolphin e Swallow desenhados por Samuel Wallis, c. 1767.

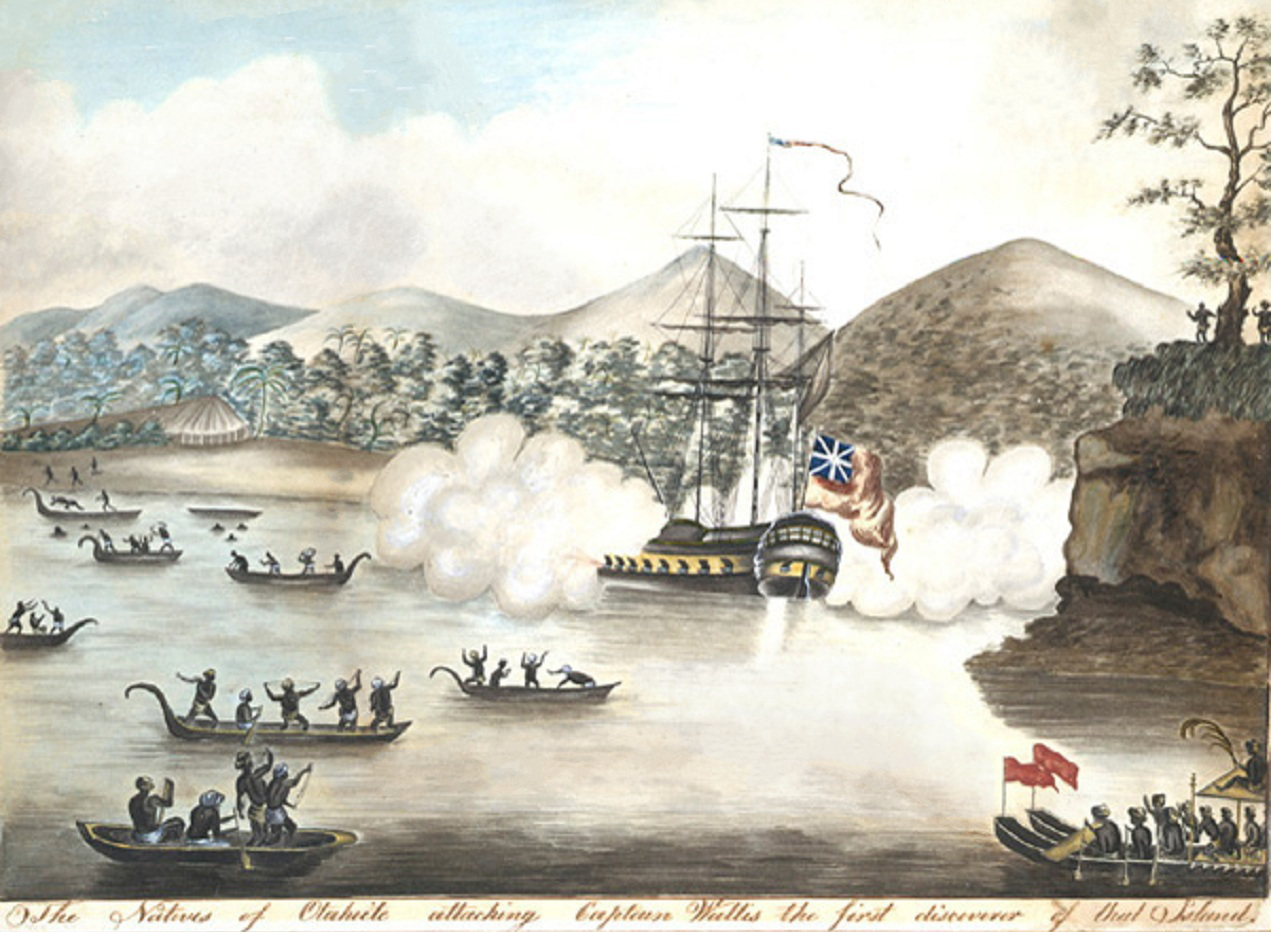
O capitão Wallis enfrenta a hostilidade dos taitianos.

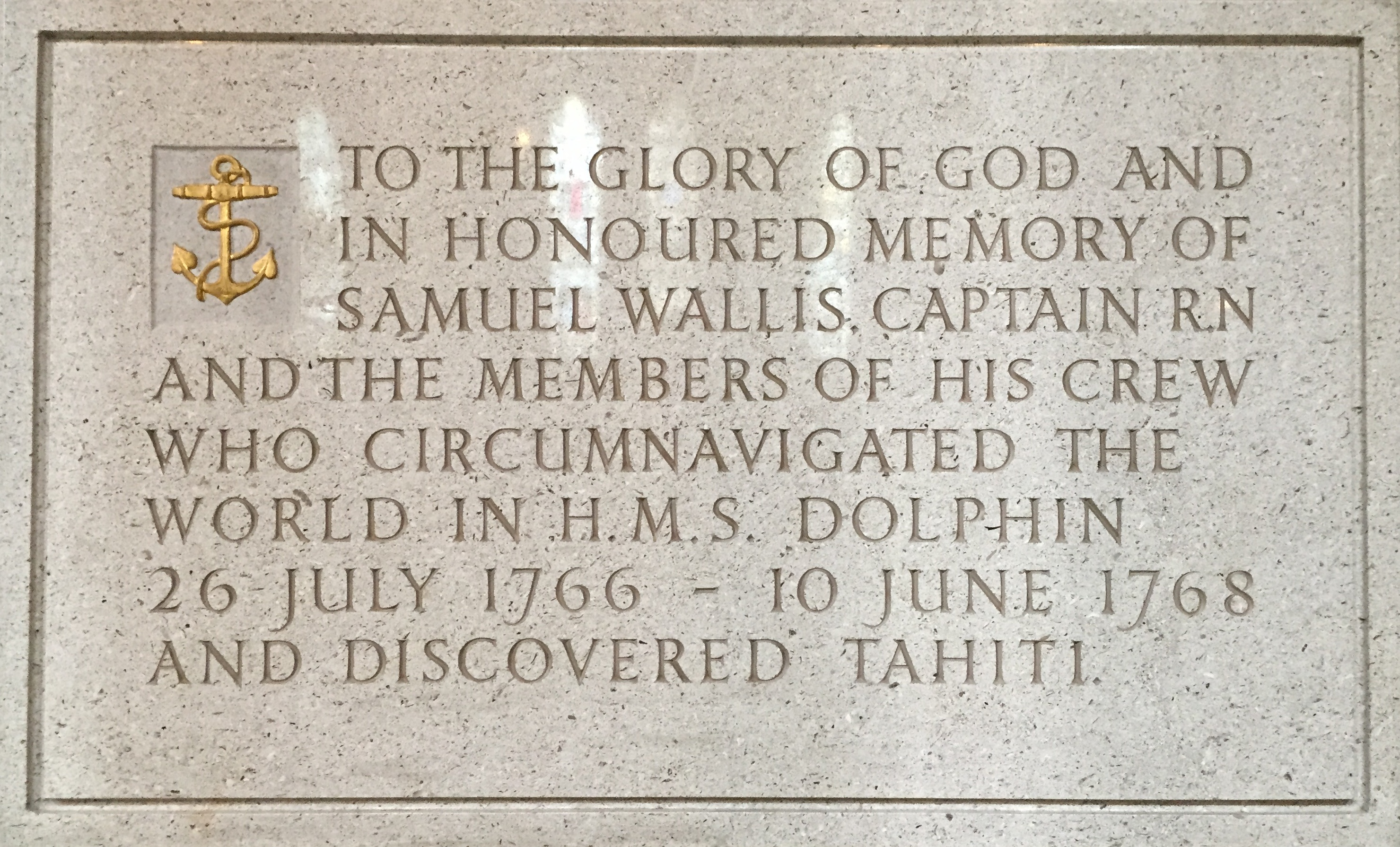
Memorial a Samuel Wallis e à tripulação na Catedral de Truro, na Cornualha.

## Biografia
Wallis nasceu em Fenteroon Farm, perto de Camelford, Cornwall. Ele serviu sob o comando de John Byron e, em 1757, foi promovido a capitão e recebeu o comando do HMS Dolphin como comandante de uma expedição acompanhada por Philip Carteret no HMS Swallow com a missão de circunavegar o globo. Como foi noticiado na imprensa, ele também foi encarregado de descobrir o Continente Meridional. Os dois navios foram separados por uma tempestade logo após navegarem pelo Estreito de Magalhães. Em junho de 1767, a expedição fez o primeiro desembarque europeu no Taiti, que ele chamou de "Ilha do Rei Jorge III" em homenagem ao rei. O próprio Wallis estava doente e permaneceu em sua cabine, então o tenente Tobias Furneaux foi o primeiro a pisar, erguendo uma flâmula e virando um gramado, tomando posse em nome de Sua Majestade. Ele descreveu o Tahiti como tendo um clima muito bom e a ilha sendo "um dos lugares mais saudáveis e deliciosos do mundo".
Dolphin ficou em Matavai Bay, no Taiti, por mais de um mês. Wallis nomeou ou renomeou mais cinco ilhas nas Ilhas da Sociedade e seis atóis nas Ilhas Tuamotu, bem como confirmou as localizações de Rongerik e Rongelap nas Ilhas Marshall. Ele renomeou a ilha polinésia de Uvea como Wallis em homenagem a si mesmo, antes de chegar a Tinian nas Ilhas Marianas. Ele continuou para Batávia, onde muitos tripulantes morreram de disenteria, então via Cabo da Boa Esperança para a Inglaterra, chegando em maio de 1768.
Após seu retorno à Inglaterra, Wallis foi capaz de passar informações úteis para James Cook, que deveria partir em breve para o Pacífico, e parte da tripulação do Dolphin navegou com Cook. Embora Cook carregasse um relatório oficial da circunavegação de Wallis, não se sabe se os dois se encontraram antes da partida de Cook em agosto de 1768.